# یواس‌اس ای‌تی‌ای-۲۱۴
یواس‌اس ای‌تی‌ای-۲۱۴ (به انگلیسی: USS ATA-214) یک کشتی بود که طول آن 194' 6" بود. این کشتی در سال ۱۹۴۴ ساخته شد.